# 비탁음
비탁음(일본어: 鼻濁音 bidakuon 비다쿠온[*])은 일본어에서 탁음(일본어: 濁音) 자음(子音)으로 시작하는 が행(즉 が·ぎ·ぐ·げ·ご)을 특정한 환경에서 비음화(鼻音化)하여 발음하는 것을 가리킨다. '표준'적인 일본어(예: NHK 아나운서의 발음)에서는 원칙적으로 が행 음이 어중(語中)에서 비탁음화한다(예외는 아래에서 설명함). 
- ng
  - 로마자 표기에서는、비탁음을 「ng」로 표시한다。
  - 예: たまご [tamáŋo] → tamango

이 발음은 일상적인 표기에서는 따로 구분하지 않아 일반 탁음과 같이 탁점(濁点, ﾞ)을 찍어 나타내지만, 학술적으로는 비탁음을 강조하여 표기할 때 カ゚(대체 표기: カﾟ)와 같이 반탁점(半濁点, ﾟ)을 찍어 표기한다. 이 자음은 음성학적으로는 연구개 비음 [ŋ]이다. 또 음운론적으로는 유성 연구개 파열음 /ɡ/(대체 표기: /g/)의 변이음이므로 일반적인 탁음으로 발음할 때나 비탁음으로 발음할 때나 의미상의 차이는 없다.
모든 일본어 화자가 비탁음을 구사하는 것은 아니다. 지역별로 나누어 볼 때, 일상적으로 비탁음을 사용하는 곳은 일본 공통어(共通語)의 기반인 도쿄(東京) 방언이 사용되는 지역을 중심으로 한 동일본(東日本) 이북이다. 반대로 시코쿠(四国)나 주고쿠(中国) 이서(以西)의 지역에서는 비탁음이 잘 사용되지 않는다. 또 최근 도쿄 주변에서도 젊은 세대의 구어(口語)에서는 대부분이 비탁음이 소실되었다. 이들의 경우 어중의 が행은 일반적인 탁음 음가(유성 연구개 폐쇄음 [ɡ])나 유성 연구개 마찰음 [ɣ]으로 발음한다. 이것은 일본 전국적인 경향으로서 비탁음은 점차 일본어에서 사라지는 추세에 놓여 있다.

## 비탁음의 발생 조건[1]
- 비탁음으로 발음되는 경우

1. 어중, 어미의 が행 음은 원칙적으로 비음화한다.
2. 'わたしが', '~しましたが'와 같이 격조사, 후속조사는 반드시 비음화한다.
3. 외국어, 외래어 중에서 'イギリス(영국)' 등과 같이 일본어화한 단어, 그리고 'ン' 뒤에 오는 が행은 비탁음으로 발음되는 경향이 있다[2].
4. 수사(數詞)인 '5(五)'는 숙어로서 익숙해진 경우나 수를 세는 본래의 의미에서 이탈하여 인명(人名) 등에 사용되는 경우 등은 비음화한다.
 예: 十五夜(보름), 七語調(7어조), 七五三, 為五郎(사람 이름)
5. 연탁(連濁)된 것은 비탁음이 된다.
 예: 株式会社(주식회사), 口車(감언이설), ほの暗い(어둑어둑하다), 小切手(手票), 国々(나라들), 大型(대형), こまごま(자질구레한 모양)
6. 복합어에서 결합도(結合度)가 강한 경우는 비음화된다.
 예: 小学校(초등학교), 中学校(중학교), 衆議員[3]

- 비음화하지 않는 경우[4]

1. 어두에 오는 が행 음.
2. 외국어·외래어는 원칙적으로 어두 뿐만 아니라 어중에서도 비음화하지 않는다.
 예: エネルギー(에너지), プログラム(프로그램), ゴーギャン(고갱)
3. 수사 '五'는 원칙적으로 어중, 어미에서도 비음화하지 않는다.
 예: 五十五歳(55세)
4. 가벼운 접두사 뒤의 が행 음이나, 접두어에 가깝게 사용되는 단어의 が행 음은 비음화하지 않는다.
 예: お元気(건강), お行儀(예의범절), 朝ご飯(아침밥)
5. 의성어, 의태어, 반복어 등은 비음화하지 않는다.
 예: ゴトゴト(덜거덕덜거덕), ギリギリ(꼭꼭), ガサガサ(부스럭부스럭), ぐずぐず(우물쭈물), ぐいぐい(쭉쭉)
6. 복합어에서 결합도가 약한(독립요소가 강한) 경우는 비음화되지 않는다.
 예: 高等学校(고등학교), 日本銀行(일본은행), 衆議院議員[3]

## 비탁음을 둘러싼 논의
- 비탁음을 일반적인 탁음에 대해 자유 변이음으로 볼 것인가 조건 변이음으로 볼 것인가에 대해서는 학자들 간에 이견이 있다.
- 비탁음 사용자에 있어 비탁음 비사용자의 발화를 '필요하지 않은 부분을 너무 강조하고 있다'고 여기게 한다. 그래서 종종 비탁음 사용자들이 비탁음 비사용자가 공격적이고 거칠다고 인식하는 원인이 된다.
- 비탁음 사용을 지지하는 일본어 화자들은 비탁음의 사용이 '아름답다'고 주장한다. 그러나 이것은 지극히 주관적인 주장으로 다른 의견을 가진 화자에게 설득력을 갖지 못한다. 그러나 일부 사람들이 비탁음이 '아름답다'고 여기는 원인에 대해서는 학술적으로 연구해볼 필요가 있을 것이다.
- 한편 비탁음 비사용자에게는 종종, 비탁음을 사용하는 발성을 들으면 '알아듣기 힘들다'고 여기게 되거나 묘하게 뽐내고 있다는 인상을 받기도 한다.

## 비탁음 문자의 컴퓨터 코딩 문제
최근에 제정된 일본의 JIS X0213:2000 코드에서는 비탁음을 표기하는 데 사용하는 10개의 가나 문자(か행 문자+반탁점)를 추가하였다. 히라가나는 1-4-87번부터, 가타카나는 1-5-87번부터 배정되었다.
유니코드 4.1에는 이들 10글자를 표시할 별도의 코드 넘버가 할당돼 있지 않다. 따라서 か행 문자+반탁점 문자 형태로 작성해야 한다. 그 예는 다음과 같다.
| 전각 가나 + 공간 없는 반탁점 | か゚              | き゚              | く゚              | け゚              | こ゚              | カ゚            | キ゚            | ク゚            | ケ゚            | コ゚            |
| 전각 가나 + 공간 없는 반탁점 | U+304B U+309A   | U+304D U+309A   | U+304F U+309A   | U+3051 U+309A   | U+3053 U+309A   | U+30AB U+309A | U+30AD U+309A | U+30AF U+309A | U+30B1 U+309A | U+30B3 U+309A |
| 전각 가나 + 전각 반탁점      | か゜            | き゜            | く゜            | け゜            | こ゜            | カ゜          | キ゜          | ク゜          | ケ゜          | コ゜          |
| 전각 가나 + 전각 반탁점      | U+304B U+309C   | U+304D U+309C   | U+304F U+309C   | U+3051 U+309C   | U+3053 U+309C   | U+30AB U+309C | U+30AD U+309C | U+30AF U+309C | U+30B1 U+309C | U+30B3 U+309C |
| 전각 가나 + 반각 반탁점      | かﾟ             | きﾟ             | くﾟ             | けﾟ             | こﾟ             | カﾟ           | キﾟ           | クﾟ           | ケﾟ           | コﾟ           |
| 전각 가나 + 반각 반탁점      | U+304B U+FF9F   | U+304D U+FF9F   | U+304F U+FF9F   | U+3051 U+FF9F   | U+3053 U+FF9F   | U+30AB U+FF9F | U+30AD U+FF9F | U+30AF U+FF9F | U+30B1 U+FF9F | U+30B3 U+FF9F |
| 반각 가타카나 + 반각 반탁점  | (히라가나 없음) | (히라가나 없음) | (히라가나 없음) | (히라가나 없음) | (히라가나 없음) | ｶﾟ            | ｷﾟ            | ｸﾟ            | ｹﾟ            | ｺﾟ            |
| 반각 가타카나 + 반각 반탁점  | (히라가나 없음) | (히라가나 없음) | (히라가나 없음) | (히라가나 없음) | (히라가나 없음) | U+FF76 U+FF9F | U+FF77 U+FF9F | U+FF78 U+FF9F | U+FF79 U+FF9F | U+FF80 U+FF9F |

## 같이 보기
- か, き, く, け, こ
- 탁음
- 비음
- 반탁점